# لیندهرست (وریجینیا)
لیندهرست (به انگلیسی: Lyndhurst) یک منطقهٔ مسکونی در ایالات متحده آمریکا است که در شهرستان آگاستا، ویرجینیا واقع شده‌است. لیندهرست ۱۵٫۸ کیلومتر مربع مساحت و ۱٬۴۹۰ نفر جمعیت دارد و ۴۲۵ متر بالاتر از سطح دریا واقع شده‌است.